# Україна в ООН
Україна є однією з держав-засновниць Організації Об'єднаних Націй і державою — членом організації. 
Від 1945 до 1991 року вона брала участь в роботі ООН як Українська Радянська Соціалістична Республіка, а після відновлення незалежності — як Україна. Після проголошення незалежності України участь у діяльності Організації Об'єднаних Націй була визнана одним із пріоритетних напрямів зовнішньої політики держави. Організація Об'єднаних Націй в Україні співпрацює з урядом і народом України з метою розбудови культури гідності, завдяки розумінню та повазі до прав людини, для забезпечення миру та перетворень в Україні.

## Історія

### Період УРСР

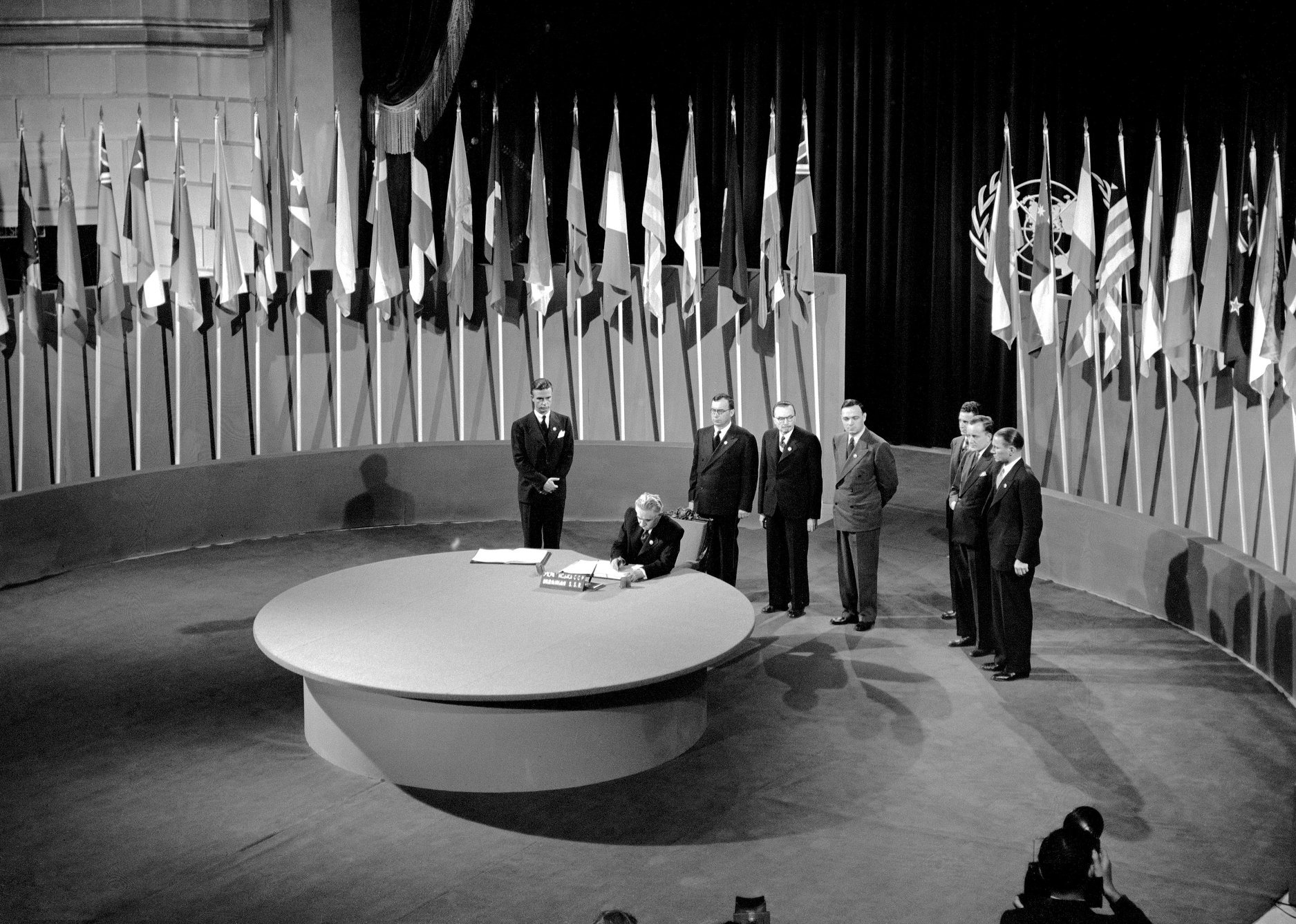
Делегація УРСР на підписанні статуту щодо створення ООН.

Статут ООН, який було підписано 26 квітня 1945 р., набрав чинності 24 жовтня 1945 р. Цей день щорічно відзначається як День Організації Об'єднаних Націй. Активну участь у розробці Статуту ООН взяли представники УРСР. Глава делегації УРСР на конференції у Сан-Франциско, міністр закордонних справ УРСР Д. Мануїльський головував у Першому комітеті, де були розроблені Преамбула та Глава 1 «Цілі та принципи» Статуту. СРСР в числі перших підписав Статут і увійшов в групу з 50 державами-засновницями ООН.

### Після1991року

#### Офіційні контакти України та ООН
Генеральні секретарі ООН десять разів відвідували Україну, станом на грудень 2015 року був перший візит після проголошення незалежності України. У липні 2017 року відбувся другий візит генсека до України з часів незалежності. З офіційними візитами у Києві перебували У Тан (1962 р.), Курт Вальдхайм (1981 р.), Перес де Куельяр (1987 р.), Бутрос Бутрос-Галі (1993 р.), Кофі Аннан (2002 р.), Бан Кі-мун (2011, 2014, 2015 рр.), Антоніу Гутерріш (2017 р., 2022 р.).

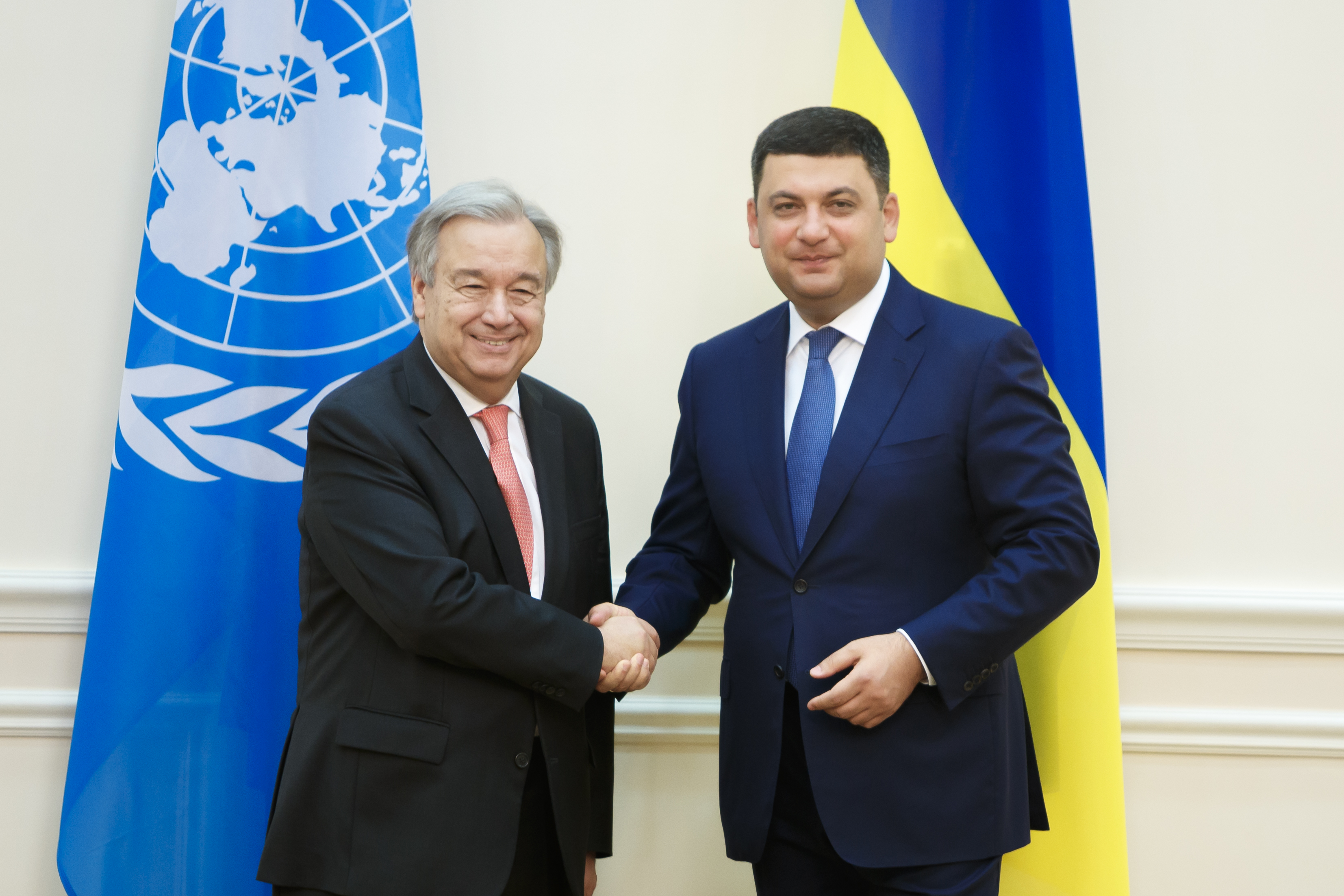
Генеральний секретар ООН Антоніу Гутерреш та Прем'єр-міністр України Володимир Гройсман, 2017

Однак особливо активними були контакти за часів Леоніда Кучми. Протягом 1994–2001 рр. відбулося сім зустрічей Президента України Л. Кучми з Генеральним секретарем ООН: у 1994 р. у Нью-Йорку, у 1995 р. у Відні, у 1996 р. у Москві, у 1997 р. у Давосі, під час 52-ї сесії ГА ООН у вересні та листопаді 1997 р., під час Вашингтонського Саміту країн-членів НАТО (квітень 1999 р.), а також під час Саміту тисячоліття ООН (вересень 2000 р.).
У 1995 р. Президент України взяв участь у Спеціальному урочистому засіданні ГА ООН на найвищому рівні з нагоди 50-ї річниці заснування Організації Об'єднаних Націй. Він також брав участь у роботі 49-ї та 52-ї сесій ГА ООН, був Головою делегації України на 19-й спеціальній сесії ГА ООН з питань екології та Саміті тисячоліття ООН.
7 вересня 2000 р. з ініціативи Президента України відбулося засідання Ради Безпеки ООН на рівні глав держав та урядів (Саміт РБ ООН), присвячене обговоренню питання «Забезпечення ефективної ролі Ради Безпеки у підтриманні міжнародного миру та безпеки, особливо в Африці». Це засідання РБ на найвищому рівні, друге за всю історію ООН, мало позитивний вплив на відновлення та зміцнення авторитету Ради Безпеки, а також надало потужного імпульсу зусиллям, спрямованим на зміцнення принципів Статуту ООН, головних засад системи колективної безпеки та реформування політики ООН у галузі миротворчих операцій.
Наступник Кучми на посаді Президента Віктор Ющенко продовжив лінію співпраці з ООН, щоправда 24 вересня 2008 року генеральний секретар ООН Пан Гі Мун попросив Україну допомогти з ремонтом вертольотів, які використовуються в ході миротворчих операцій.

24 вересня 2009 року Віктор Ющенко виступив на сесії Генеральної асамблеї ООН з пропозиціями про посилення гарантій безпеки неядерним державам, при цьому він наголосив, що Україна добровільно відмовилась від статусу ядерної держави. Також Віктор Ющенко висловив сподівання, що через 10 років, тобто не раніше 2019 році Україна може стати членом Ради безпеки ООН.

Наступний президент України Віктор Янукович у співпраці з ООН акцентував на участі України у миротворчих операціях. Зокрема про це він заявив з трибуни 67-ї сесії Генеральної асамблеї ООН, яка відбулась у вересні 2011 року.

Основною темою у позиції України в ООН у період президентства Петра Порошенка стала проблема окупації Росією українських територій на Донбасі та Криму. Зокрема цю тему під час свого виступу на Генеральній асамблеї ООН 27 вересня 2015 року підійняв Петро Порошенко.

## Україна в Раді Безпеки ООН
Україна тричі обиралася непостійним членом Ради Безпеки (1948–1949, 1984–1985, 2000–2001), 15 жовтня 2015 року вона вчетверте стала непостійним членом РБ ООН.

Одним з найбільш важливих підтверджень визнання авторитету і ролі нашої держави на міжнародній арені, послідовності та неупередженості її зовнішньої політики, відданості принципам демократії та верховенства права стало обрання України до складу непостійних членів Ради Безпеки ООН на період 2000—2001 рр. Вперше Україна, як незалежна держава, була членом органу, на який покладено головну відповідальність за підтримання міжнародного миру та безпеки у світі. За час членства в Раді Безпеки Україна переконливо довела свою спроможність бути активним учасником її діяльності, здійснювати ефективний вплив на процес прийняття в РБ доленосних рішень та робити власний практичний внесок у їх реалізацію. Кульмінацією членства України в Раді Безпеки ООН стало її головування в цьому органі у березні 2001 р., коли РБ предметно розглянула ряд найактуальніших світових проблем, зокрема, кризові ситуації на Балканах та на Близькому Сході.

## Діяльність України у складі органів системи ООН
Україна входить до складу таких органів ООН, як Комісія ООН з права міжнародної торгівлі (ЮНСІТРАЛ), Комісія із соціального розвитку, Комісія з наркотичних засобів, Виконавча рада Структури ООН з питань гендерної рівності та розширення прав і можливостей жінок «ООН-Жінки», Комітет з інформації, Рада Організації ООН з промислового розвитку (ЮНІДО), Адміністративна рада та Рада поштової експлуатації Всесвітнього поштового союзу, Міжнародний трибунал з морського права, Комітет ООН з внесків, Координаційна рада Об'єднаної програми ООН з ВІЛ/СНІДу.
У 1997 р. Міністра закордонних справ України Г. Й. Удовенка було обрано на посаду Голови 52-ї сесії Генасамблеї — найвищу керівну посаду в ООН. Предметом особливої гордості України є те, що саме 52-а сесія ГА ООН, яка увійшла в історію як «сесія реформ», ухвалила всеосяжну програму реформування Організації, запропоновану її Генеральним секретарем К.Аннаном, і надала потужного імпульсу широкомасштабному оновленню ООН.

## Протидія морськомупіратству
Україна активно залучається до координованих ООН міжнародних зусиль з протидії морському піратству і збройним пограбуваннями суден. З 2009 року Україна на регулярній основі бере участь у засіданнях Ради Безпеки ООН з цієї проблематики, виступаючи співавтором щорічних базових і галузевих резолюцій Ради Безпеки ООН з протидії піратству біля узбережжя Сомалі.
У травні 2010 року за ініціативи делегації України відбулося перше в історії ООН тематичне засідання Генеральної Асамблеї ООН, присвячене боротьбі з морським піратством. Щороку, в рамках роботи ГА ООН, делегація України ініціює і забезпечує включення до тексту резолюції ГА ООН з морського права нових положень щодо боротьби з морським піратством, передовсім у сфері посилення соціального захисту жертв піратських нападів і членів їхніх сімей, належної імплементації норм міжнародного права та удосконалення норм національного законодавства у галузі притягнення піратів до відповідальності тощо.
Україна є дієвим учасником Контактної групи з протидії піратству біля узбережжя Сомалі, беручи активну участь у пленарних засіданнях Контактної групи, а також діяльності її функціональних робочих груп. З 2010 року Україна бере участь в операції Європейського Союзу «Аталанта»: офіцер Збройних Сил України виконує обов'язки офіцера управління розвитку спроможностей штабу операції у м. Нортвуд, Велика Британія. До кінця 2013 року заплановано направити до району Африканського Рогу флагман ВМС України фрегат «Гетьман Сагайдачний» з вертольотом Ка-27 та оглядовою групою на борту для участі в анти-піратській операції НАТО «Океанський Щит».

## Підтримання міжнародного миру та безпеки
Україна як одна з держав-фундаторів ООН надає особливого значення діяльності ООН з підтримання міжнародного миру та безпеки, розглядаючи участь у ній як важливий чинник своєї зовнішньої політики.
Починаючи з липня 1992 р., Україна виступає як значний контрибутор військових підрозділів та персоналу до операцій ООН з підтримання миру (ОПМ). За період незалежності України понад 34 тисяч українських військових та представників органів внутрішніх справ взяли участь у більш ніж 20 миротворчих операціях під егідою ООН.

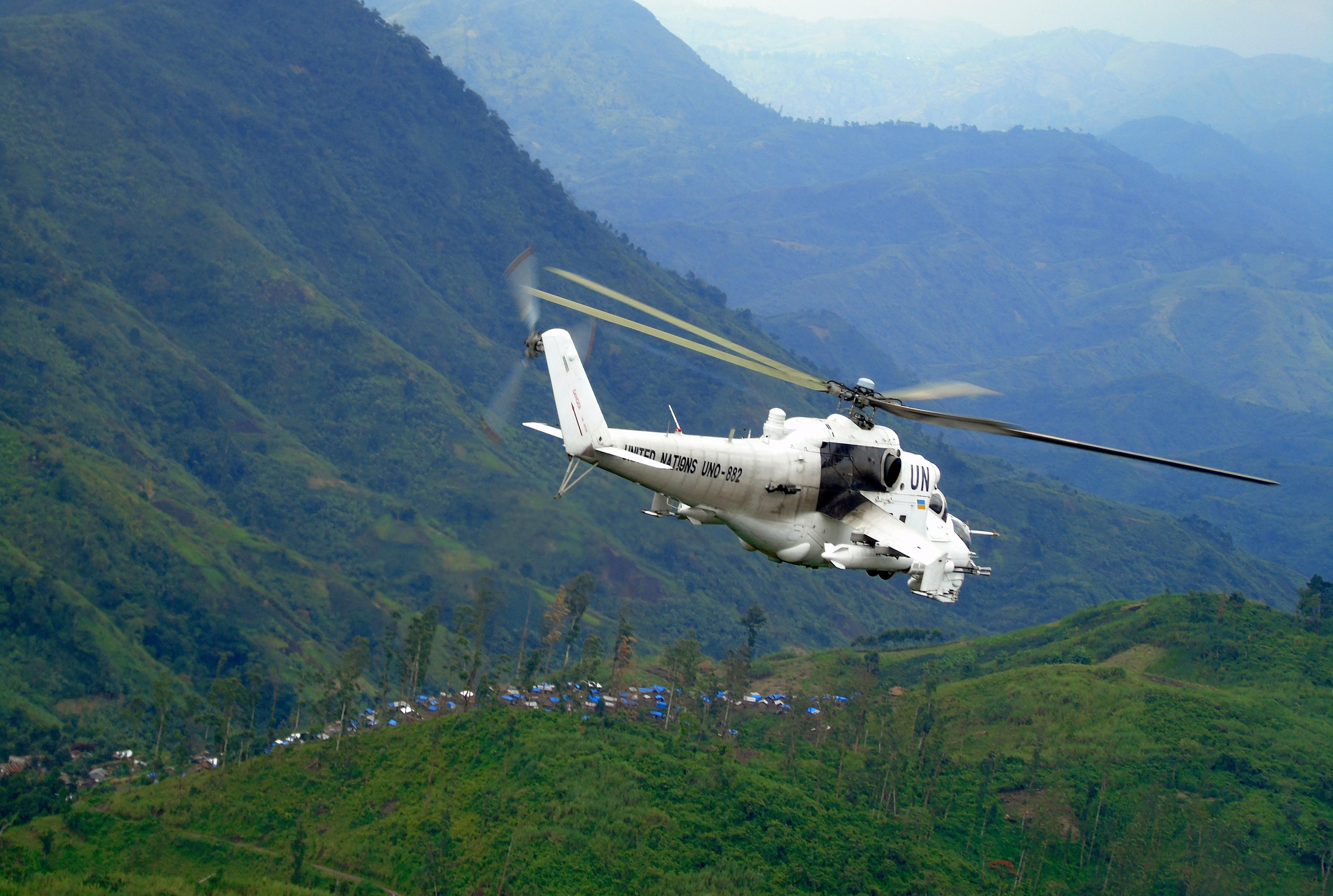
Український Мі-24 у ДР Конго

За останніми офіційними даними Секретаріату ООН, Україна станом на початок 2013 року представлена в ОПМ ООН понад 500 «блакитними шоломами» у складі 8-ми миротворчих операцій ООН: у ДРК, на Кіпрі, в Аб'єй (Судан), у Косово, Кот д'Івуарі, Ліберії, Південному Судані та Тимор-Леште. Таким чином, за кількістю персоналу Україна наразі у третій десятці держав-лідерів серед понад 100 країн-контрибуторів до ОПМ ООН.
Україна активно долучилась до процесу реформування миротворчості з тим, щоб зробити її ефективнішою та адекватною сучасним викликам. Так, саме Україні належать ініціативи щодо зміцнення миротворчого потенціалу ООН шляхом заповнення критичних прогалин у галузі авіаційного забезпечення місій, а також стосовно вдосконалення механізмів юридичного захисту «блакитних шоломів». У 1994 р. Україна стала ініціатором Конвенції з безпеки персоналу ООН та зв'язаного з нею персоналу, а у вересні 2006 р. Міністр закордонних справ України підписав Факультативний протокол до цієї Конвенції. У грудні 2002 р. на 57-й сесії Генеральної Асамблеї ООН була одностайно схвалена внесена делегацією України резолюція, якою 29 травня було проголошено Міжнародним днем миротворців ООН. За ініціативою нашої держави 7 листопада 2008 р. Генасамблея схвалила Декларацію з нагоди 60-річчя миротворчої діяльності ООН.

## Постійне представництво України
Постійне представництво України при ООН
Адреса: 20 East 51st Street, New York, NY 10022.

Режим роботи: 09:00 — 18:00 крім суботи та неділі.

Вебсайт
Постійне представництво України при відділенні ООН та інших міжнародних організаціях у Женеві
Адреса: 14, Rue de l'Orangerie, 1202, Geneve.

Режим роботи: 08:30 — 18:00, крім суботи та неділі.

### Представники України в ООН
1. Удовиченко Петро Платонович (1958—1961)
2. Кизя Лука Єгорович (1961—1964)
3. Шевченко Сергій Тимофійович (1964—1968)
4. Поляничко Михайло Деонисович (1968—1973)
5. Мартиненко Володимир Никифорович (1973—1979)
6. Кравець Володимир Олексійович (1979—1984)
7. Удовенко Геннадій Йосипович (1985—1991)
8. Батюк Віктор Гаврилович (1992—1993)
9. Хандогій Володимир Дмитрович (1994)
10. Зленко Анатолій Максимович (1994—1997)
11. Єльченко Володимир Юрійович (1997—2001)
12. Кучинський Валерій Павлович (2001—2006)
13. Крижанівський Віктор Володимирович (2006—2007)
14. Сергєєв Юрій Анатолійович (2007—2015)
15. Єльченко Володимир Юрійович (2015 — 2019)
16. Кислиця Сергій Олегович (з 20 лютого 2020 року — постійний представник України при Організації Об'єднаних Націй)

## Представництва ООН

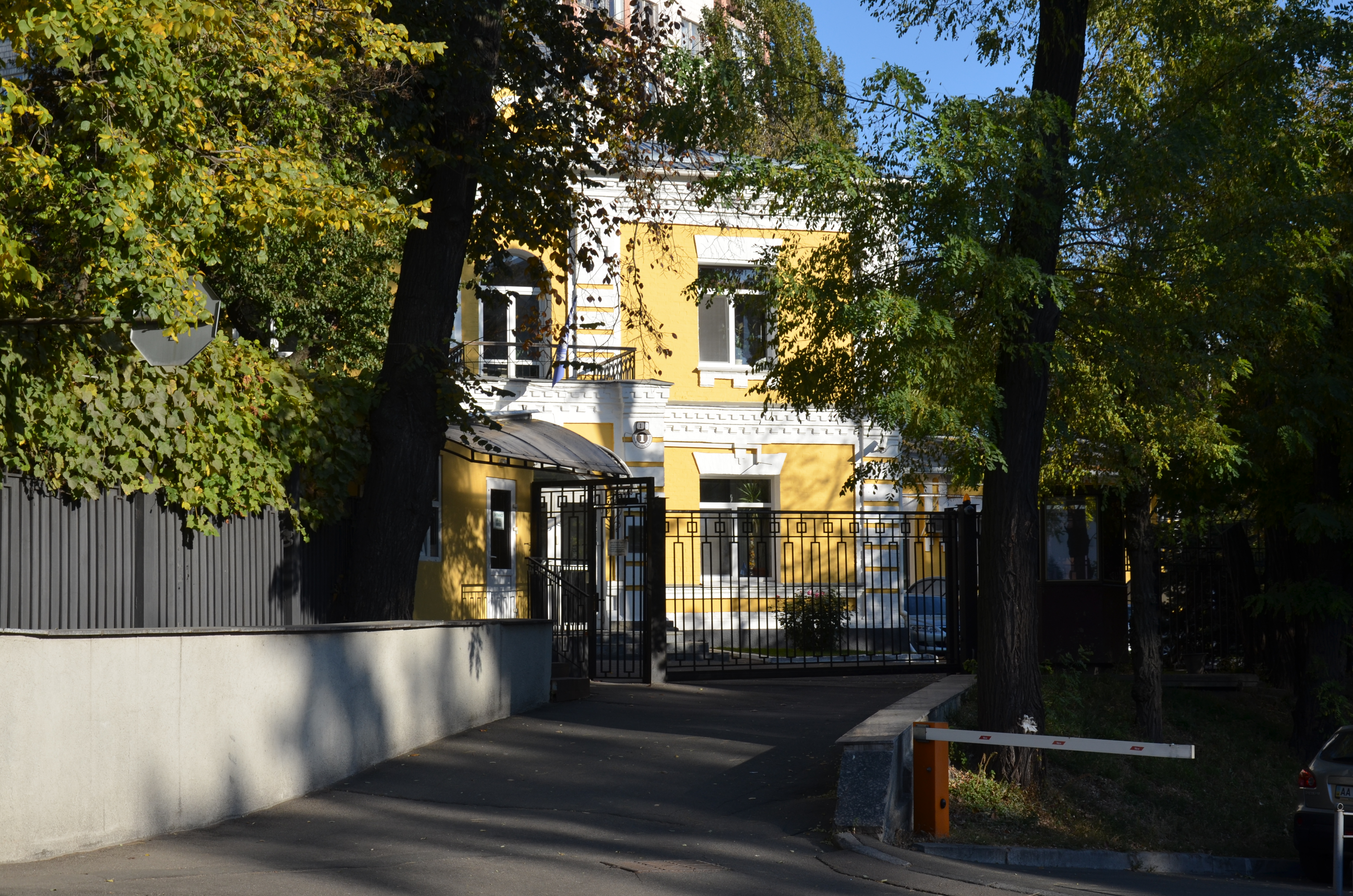
Представництво Програми розвитку Організації Об'єднаних Націй в Україні
Адреса: м. Київ, вул. Кловський узвіз, 1.

Режим роботи: 09:00 — 18:00, обід 13.00-14.00, крім суботи та неділі.
Представництво управління Верховного комісара ООН у справах біженців в Україні
Адреса: 01015, м. Київ, вул. Січневого повстання, 32а.

Режим роботи: 09:00 — 17:30, крім суботи та неділі.

### Координатори системи ООН в Україні
Офіси Координаторів системи ООН було запроваджено відповідно до пакету реформ ООН, оприлюдненого Генеральним секретарем на спеціальній сесії  Генеральної Асамблеї у вересні 1997 року. У пакеті реформ наголошувалося на необхідності встановлення нової культури лідерства та структури управління в Організації Об'єднаних Націй, важливим пріоритетом діяльності було також визнано  посилення ролі Координатора системи ООН.
Координатор ООН в країні є представником Генерального секретаря в Україні й прагне об'єднати різні установи ООН — агентства, фонди та програми на рівні країни. Зважаючи на національні потреби та пріоритети, Координатор ООН виконує важливі функції з  підтримки зусиль уряду щодо координованого мультидисциплінарного вжиття заходів, спрямованих на здійснення та моніторинг стратегій і програм з надання допомоги.
1. Стівен Френсіс Браун (1992—1996,  Велика Британія),
2. Педро Пабло Вільянуева (1996—2000,  Куба);
3. Даглас Гарднер (2000—2004,  США)
4. Френсіс О'Доннелл (2004—2009,  Ірландія)
5. Олів'є Адам (2009—2014,  Франція)
6. Ніл Вокер (2014—2018,  США)
7. Оснат Лубрані (2018-2022,  США та  Ізраїль)
8. Деніз Браун (з 2022,  Канада)

## Фонди, програми та агентства ООН в Україні
До системи ООН в Україні входять 19 фондів, програм та спеціалізованих агентств, акредитованих в Україні, а також представників Бреттон-Вудських організацій:

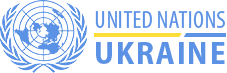
Логотип представництва ООН в Україні

- Продовольча та сільськогосподарська організація  (FAO)
- Міжнародне агентство з атомної енергії (IAEA)
- Міжнародна фінансова корпорація (IFC)
- Міжнародна організація праці (ILO)
- Міжнародний валютний фонд (IMF)
- Міжнародна організація з міграції (IOM)
- Об'єднана Програма ООН з ВІЛ/СНІДу (UNAIDS)
- Програма розвитку ООН (UNDP)
- Фонд народонаселення ООН (UNFPA)
- Управління Верховного комісара ООН у справах біженців (UNHCR)
- Дитячий фонд ООН (UNICEF)
- Офіс з координації гуманітарних ситуацій (UNOCHA)
- Управління ООН з наркотиків та злочинності  (UNODC)
- Моніторингова місія ООН з прав людини (UNOHCHR)
- Програма волонтерів ООН (UNV)
- Програма «ООН-Жінки» (UNWOMEN)
- Світовий Банк  (WBG)
- Всесвітня продовольча програма (WFP)
- Всесвітня організація охорони здоров'я (WHO).

### ФАО
Співпраця між ФАО та Україною сфокусувалася на розвитку національних потужностей з пілотними випробуваннями та демонстраціями новітніх практик, роблячи внесок в загальне завдання передачі технологій, а також нарощування потенціалу. У цьому відношенні допомога ФАО охоплює успішні проєкти в таких галузях як: поліпшення відстеження худоби та продукції тваринництва, а також підтримка Системи попередження надзвичайних ситуацій, пов'язаних зі шкідниками та хворобами тварин і рослин, включаючи спостереження, лабораторну діагностику і планування в умовах надзвичайних ситуацій. Допомога ФАО для України здійснюється у трьох основних напрямках: збереження та раціональне використання природних ресурсів; вдосконалення політики та програм у сфері розвитку сільського господарства із урахуванням ролі України у забезпеченні регіональної та глобальної продовольчої безпеки у контексті Європейського Союзу; розвиток та укріплення виробничо-збутових ланцюгів.

#### Стратегічна інвестиційна підтримка
В той час, коли основна відповідальність за розвиток польових програм допомоги лежить на Регіональному офісі ФАО для Європи та Центральної Азії, додатковою особливістю співробітництва є підтримка ФАО в розробленні та імплементації сільськогосподарських та пов'язаних із сільськими територіями інвестиційних стратегій. В партнерстві з місцевими зацікавленими сторонами та головними міжнародними фінансовими інституціями, робота Інвестиційного центру ФАО з 2007 року була зосереджена на: дослідженнях в сфері сектору агробізнесу, зокрема для насіння соняшника, зерна, цукру, м'яса та молочної продукції;  діалозі між громадськістю та приватним сектором; технічній підтримці та нарощуванні потенціалу;  створенні нових фінансових інструментів та покращенні дожнивного фінансування; а також поліпшенні реєстрації земельних ділянок та кадастрової системи.

#### Узгодження досвіду ФАО з пріоритетами розвитку України
Допомога ФАО в Україні формується Рамковою програмою співробітництва на 2016—2019 роки, що основана на чотирьох пріоритетних галузях:
- Бізнес-клімат та правозастосування, а також створення міцної правової основи, роблячи акцент на установах фітосанітарного контролю на національному рівні; стале управління земельними ресурсами та збереження ґрунтів; галузь насінництва; запобігання, контроль та відстеження транскордонних захворювань тварин; виробництво продукції тваринництва; адаптація сучасного законодавства у відповідність до міжнародних вимог та стандартів ЄС
- Земельна реформа та продовольча безпека, через підтримку розвитку інструментів консолідації галузі земельних ресурсів, а також відповідних інструментів, таких як механізми управління та системи моніторингу, включаючи розбудову потенціалу та інформаційні програми.

- Розвиток агропродовольчого виробництва та доступ до міжнародних ринків, зміцнення потенціалу головних зацікавлених сторін, що беруть участь у цьому процесі
- Навколишнє середовище та управління природними ресурсами, включаючи лісову та рибну галузі, роблячи акцент на земельних, водних, лісових, генетичних ресурсах та біорізноманітті

Розроблена спільно з урядом, зокрема з Міністерством аграрної політики та продовольства України, та іншими партнерами, Рамкова програма співробітництва відображає відповідні пріоритети в ключових напрямках політики національного рівня, включаючи Єдину комплексну стратегію розвитку сільського господарства та сільських територій на 2015—2020 роки. Рамкова програма співробітництва цілком узгоджується з Рамковою програмою партнерства уряду України-ООН на 2012—2016 роки

### МФК
Україна стала акціонером і членом IFC в 1993 р. До 4 травня 2007 р. IFC інвестувала близько 692 мільйонів доларів в 33 проєкти. Інвестиційна програма IFC в Україні в цей час розширюється високими темпами, при цьому основна увага зосереджена на інвестиційних можливостях у фінансовому секторі, агробізнесі, виробництві будівельних матеріалів, роздрібній торгівлі й послугах, енергетику, виробництві встаткування для транспорту, інфраструктури.
У 2006 фінансовому році (1 липня 2005-30 червня 2006), обсяг інвестицій IFC в Україну зріс другий рік поспіль до $295 мільйонів. Серед проєктів IFC цього року не можна не відзначити інвестиції в мережу автозаправних станцій, у розвиток складської інфраструктури й логістики, а також у виробництво керамічної плитки. Серед існуючих клієнтів, IFC надала додаткове фінансування «Сандорі» для розширення й модернізації виробництва соків і напоїв, «Нової Лінії» для будівництва нових торгових центрів, і субординований кредит банку «Аваль» для капіталу другого рівня банку.
З 1992 р. IFC реалізує в Україні масштабну програму технічної допомоги. IFC сприяла приватизації малих підприємств і об'єктів незавершеного будівництва, а також приватизації земель і масової приватизації. У цей час у рамках фінансованих донорами програм розробляються рекомендації з корпоративного керування компаній і банків, розвитку агробізнесу, лізингу, ведеться робота з поліпшення умов господарювання й стимулюванню росту малих і середніх підприємств.

### МОП
Україна є членом МОП з 12.05.1954 року та ратифікувала понад 60 конвенцій МОП. За часів незалежності Україна двічі обиралася до складу Адміністративної ради — на період 1996-99 рр. та 1999—2002 рр.
Ключовим елементом співпраці України та МОП є Програма гідної праці МОП. Вона визначає пріоритети державної соціальної політики, програм дій багатьох організацій профспілок та роботодавців та охоплює основні сфери ринку праці, в тому числі сприяння зайнятості, викорінення дитячої праці та запобігання торгівлі людьми, реформування трудового законодавства та соціального забезпечення, запобігання поширенню ВІЛ/СНІД у сфері праці, посилення превентивної культури охорони праці, сприяння реалізації основоположних принципів і прав у сфері праці.
В червні 2012 року Міністерство праці та соціальної політики України та Міжнародна організація праці підписали нову Програми гідної праці в Україні на 2012—2015 роки. Основною метою цієї програми є сприяння гідній праці як фактору продуктивності та як ключовому елементу розвитку соціально-трудової галузі України. Програма визначає основні цілі та очікувані результати спільних заходів, які реалізуються МОП спільно з її тристоронніми партнерами в Україні.
Протягом останніх років в Україні за допомогою МОП було реалізовано 8 проєктів спільно з Програмою Розвитку ООН, 2 проєкти спільно з Об'єднаною програмою ООН з ВІЛ/СНІД та Фондом ООН в сфері народонаселення та 1 проєкт у співпраці з Міжнародною організацією з міграції. За роки незалежності в Україні реалізовано понад 30 проєктів і програм МОП. Наразі, Програма гідної праці в Україні охоплює 7 проєктів і програм на загальну суму близько 10 млн дол. США.

### МВФ
МВФ є спеціалізованою установою ООН із дуже широкою автономією. Фонд було засновано у 1945 році для сприяння монетарному співробітництву та торгівлі, забезпечення фінансового зростання та збільшення зайнятості населення. До Фонду входять 188 держав, які керують організацією через Раду Директорів.
Україна є членом МВФ із 1992 року. Наразі МВФ є одним із головних фінансових партнерів України. З моменту завершення Революції Гідності, з урахуванням обох програм МВФ, — Standby та Механізм Розширеного Фінансування (EFF), що діє зараз, — Україна отримала вже чотири транші фінансової підтримки загальним обсягом 11 млрд дол. США (7,7 млрд. СПЗ)
Основними цілями співробітництва з МВФ є стабілізація української фінансової системи, проведення структурних реформ та створення підґрунтя для сталого економічного зростання. Фонд допомагає Україні поновити свою фінансову спроможність, підказуючи, як найбільш ефективно впроваджувати програму реформ.
Також співпраця з Міжнародний валютним фондом на сучасному етапі відкриває можливості для залучення фінансування від інших міжнародних фінансових установ (Світовий банк, ЄБРР, ЄІБ та інші) та урядів інших держав, в тому числі США, ЄС, Німеччини, Канади, Японії тощо. детальнішу інформацію про МВФ можна знайти на офіційному вебсайті організації.
- 1994—1995 роки: Україна співпрацювала з МВФ по програмі системної трансформаційної позики на суму 498,7 млн. СПЗ (763.1 млн.дол. США.), метою якої була підтримка платіжного балансу України.
- 1995—1998 роки: у рамках трьох річних програм Stand by Україна отримала від МВФ кредити на загальну суму 1318,2 млн. СПЗ. (1 935 млн дол. США.) Головною метою цих кредитів була підтримка курсу національної валюти і фінансування дефіциту платіжного балансу України.
- 1998—2002 роки: Україна співпрацює з Фондом в рамках Програми розширеного фінансування (EFF-Extended Fund Facility), яка передбачала надання кредиту обсягом 2,6 млрд дол. США. У рамках цієї Програми EFF Україна отримала 1.193,0 млн. СПЗ (1.591,0 млн дол. США.), які були спрямовані на поповнення валютних резервів Національного банку України.
- 2002—2008 роки: наприкінці 2002 року Кабінет Міністрів України ухвалив рішення, що подальший формат співробітництва України з МВФ передбачатиме співпрацю, на безкредитній основі, в рамках річної програми «попереджувальний стенд-бай», яка 29 березня 2004 року була затверджена Радою Директорів МВФ і надавала теоретичну можливість надання нових кредитів МВФ і яка надавало можливість отримати від МВФ зарезервований кредит у сумі, еквівалентній 411,6 млн. СПЗ (30 % квоти України), у випадку погіршення ситуації з платіжним балансом або валютними резервами країни. Проте, враховуючи незабезпечення виконання умов програми проведення перегляду програми і практичне її відновлення у період дії програми, тобто до кінця березня 2005 року, стало неможливим.
- 2005—2008 роки: співробітництво України з МВФ сконцентровано у сфері технічної допомоги. Цей підхід відповідав тезам, висловленим Президентом України: «В майбутнє-без боргів», які стверджували про необхідність поступового перенесення центру ваги у співробітництві з МВФ у площину безкредитних стосунків, узгодження головних параметрів макроекономічної політики з тенденціями та прогнозами розвитку світової кон'юнктури, з динамікою і напрямами світових фінансових та інвестиційних потоків та поглиблення координації у сфері валютної політики.
- 2008—2013 роки: у зв'язку з розгортанням повномасштабної кризи на світових фінансових ринках та їх впливу на економіку України, Україна подала заявку на отримання нової програми співробітництва Stand by, і 5 листопада 2008 року Рада директорів МВФ ухвалила надання дворічної програми загальним обсягом в 802 % від квоти України в МВФ, або 11 млрд. СПЗ (приблизно 16,4 млрд дол. США). 3 млрд. СПЗ були в терміновому порядку зараховані до золотовалютних резервів Національного банку України.

В рамках цієї програми «Стенд-бай» Україна отримала три транші загальним обсягом 7 млрд. СПЗ (10,6 млрд дол. США). Частина другого траншу у розмірі 1,5 млрд доларів США та третій транш у повному обсязі були спрямовані безпосередньо до Державного бюджету України.
28 липня 2010 року Україна ухвалила нову спільну з МВФ програму «Стенд-бай» на загальну суму 10 млрд. СПЗ (15,1 млрд дол. США), строком на 2,5 роки, скасувавши Угоду «Стенд-бай», затверджену в листопаді 2008 року (у тому числі усі транші, що ще залишилися відповідно до тієї Угоди).
В рамках цієї програми Україна отримала два транші допомоги, перший обсягом 1 250 млрд. СПЗ (1,89 млрд дол. США, з яких до бюджету було направлено 1,022 млрд дол. США); другий обсягом 1 млрд. СПЗ (близько 1,5 млрд дол. США), з яких 1 млрд дол. США надійшов на підтримку державного бюджету. Надання подальших траншів не відбулося через невиконання Урядом України умов програми співробітництва з МВФ.
2014—2015 роки: 30 квітня 2014 року, — після завершення Революції гідності та приходу до влади в Україні нового Уряду та виконання попередніх умов, МВФ ухвалив надання Україні нової позики Stand by обсягом 16,5 млрд дол. США (10,976 млрд. СПЗ). В рамках цієї програми Україна отримала два транші обсягом 3 млрд дол. США (2,058 млрд. СПЗ) та 1,3 млрд дол. США (914,7 млн. СПЗ), але влітку 2014 року макроекономічні показники, закладені у програму, було значно відкореговано через розгортання в Україні масштабної економічної кризи на фоні російської агресії на сході країни. З огляду на це, на запит українського Уряду, вже 11 березня 2015 року МВФ ухвалив заміну чинної програми Stand by на нову, чотирирічну програму «Механізм Розширеного Фінансування» (Extended Fund Facility). Перший транш обсягом 5 млрд дол. США за новою програмою було отримано одразу після її ухвалення. Надання другого траншу обсягом 1,7 млрд дол. США (що було повністю спрямовано на поповнення резервів Національного банку) було ухвалено Радою директорів МВФ 31 липня 2015 року.

### МОМ
Пріоритетом відносин України з МОМ є спрямування зусиль на отримання технічної або консультативної допомоги у розробленні та реалізації в Україні національних програм у галузі боротьби з контрабандою та торгівлею людьми, міграції населення, облаштування кордонів та повернення в Україну нелегальних мігрантів. Окрема увага приділяється реалізації Угоди між Урядом України та МОМ від 23.02.1996 р., предметом регулювання якої є визначення статусу МОМ та налагодження співробітництва у сфері імплементації відповідних міграційних програм в Україні. За 2014 р. МОМ надала допомогу понад 7500 переселенців з Донбасу, переважна більшість з яких це жінки та діти, організація передає згаданим особам предмети гігієни, холодильники, духові шафи, мікрохвильові печі, шкільне приладдя та шкільну форму.
У контексті євроінтеграційного курсу України, окремого значення набуває приєднання держави до заяв ЄС з питань міжнародної міграції, які розглядаються важливим елементом загальноєвропейської політики у цій сфері та визначають основні аспекти міжнародної міграційної політики.

### ВІЛ/СНІД (ЮНЕЙДС)
Об'єднання органів ООН, створене для всебічної, скоординованої боротьби в глобальному масштабі з епідемією ВІЛ і СНІДу та її наслідками. Метою ЮНЕЙДС є: надання сприяння у зміцненні та підтримці широкомасштабних заходів з протидії епідемії ВІЛ/СНІДу, стимулювання об'єднання зусиль різних секторів і партнерів з державних структур і громадянського суспільства у боротьбі з епідемією, а також підтримка обізнаності населення Землі в існуванні реальної загрози від ВІЛ.
Штаб-квартира ЮНЕЙДС знаходиться в Женеві (Швейцарія). В Україні ЮНЕЙДС присутня з 1996 року.
ЮНЕЙДС в Україні співпрацює з та СНІДу; урядовими партнерами — міністерствами, Національною радою з питань протидії туберкульозу та ВІЛ-інфекції/СНІДу, Українським Центром СНІДу та іншими; громадянським суспільством — неурядовими організаціями, спільнотами та релігійними організаціями, приватним сектором; іншими партнерами з розвитку, включаючи донорські організації та інших членів міжнародної спільноти.
П'ять ключових напрямів діяльності ЮНЕЙДС в Україні:
1. мобілізація лідерства та адвокація ефективних заходів, спрямованих на боротьбу з епідемією ВІЛ;
2. надання допомоги у розробці стратегічної інформації та політик;
3. дослідження, моніторинг та оцінка масштабів епідемії ВІЛ;
4. залучення громадянського суспільства та партнерів з розвитку;
5. мобілізація фінансових, людських та технічних ресурсів.

### ПРООН
Програма розвитку ООН сприяє підтримці України на шляху сталого людського розвитку, спрямованого на досягнення заможної, демократичної та сильної держави, в якій ніхто не залишається осторонь і враховується думка кожного і кожної. ПРООН керується Цілями розвитку тисячоліття та Конвенціями ООН, до яких приєдналася Україна. Діяльність програми спрямована на боротьбу із бідністю у сільських районах шляхом впровадження ефективних моделей соціального і економічного розвитку та розвитку навколишнього середовища, а також шляхом підтримки демократичних процесів, установ та мереж. Програма розвитку ООН допомагає та посилює партнерів на національному та місцевому рівні, які розробляють сталі рішення для забезпечення всеосяжного національного, регіонального та місцевого розвитку. ПРООН досягає своїх цілей у партнерстві з Кабінетом Міністрів України, іншими агентствами ООН, установами з розвитку, громадянським суспільством та місцевими громадами. Програма сприяє знайти українські рішення для всесвітніх та національних викликів у сфері розвитку за рахунок проведення низки ініціатив, заснованих на досвіді та порівняльних перевагах ПРООН.

### ФН ООН
ФН ООН працює в Україні з 1997 року.  Пріоритетні напрями діяльності:
- Охорона репродуктивного здоров'я та прав
- Аналіз впливу демографічних процесів на розвиток країн
- Підтримка ґендерної рівності
- Вдосконалення молодіжної політики та політики у сфері старіння населення
- Гуманітарне реагування

Фонд працює над вдосконаленням політики та нормативного середовища в галузі охорони репродуктивного здоров'я, покращенням якості та доступності послуг з охорони материнського здоров'я та планування сім'ї, профілактикою ВІЛ-інфекції.
ФН ООН допомагає досліджувати різноманітні взаємозв'язки між демографічними процесами (як-от зміни народжуваності, тривалості життя, вікової структури населення) та соціально-економічним розвитком держави, а також враховувати ці взаємозв'язки для розробки державної політики та програм у сфері розвитку.
ФН ООН сприяє розробці ґендерної політики та законодавства, підтримує ґендерні дослідження та боротьбу із ґендерною дискримінацією та насильством, допомагає в розробці та реалізації молодіжної політики, підтримує ініціативи з розширення можливостей для молоді. Також ФН ООН допомагає захищати права та інтереси літніх людей, бере участь у формуванні державної політики у сфері старіння населення.
Нарешті, Фонд надає можливості людям, які постраждали від збройного конфлікту на сході України, захиститись від гендерно-зумовленого насильства і отримати якісні послуги з охорони репродуктивного здоров'я.

### УВКБ
Хоча основний фокус роботи УВКБ ООН це допомога та захист біженців, організації було також надано мандат працювати з урядами для запобігання безгромадянства, вирішення вже наявних ситуацій та захисту прав осіб без громадянства.
В Україні роль УВКБ ООН поширюється також на раніше депортованих осіб. У 1996 р. уряд України запросив УВКБ ООН для надання допомоги у відновленні інтеграції колишніх депортованих осіб, які повернулися до Криму. УВКБ ООН відреагував на це запуском масштабних кампаній по отриманню громадянства, працевлаштуванню, відновленню житла та вихованню толерантності. Допомога УВКБ ООН в обсязі 5,3 млн доларів США за останні одинадцять років по реінтеграції тих, хто повернувся до Криму, є найбільшою комплексною програмою, пов'язаною з запобіганням і скорочення безгромадянства, які УВКБ ООН реалізувало досі у світі.

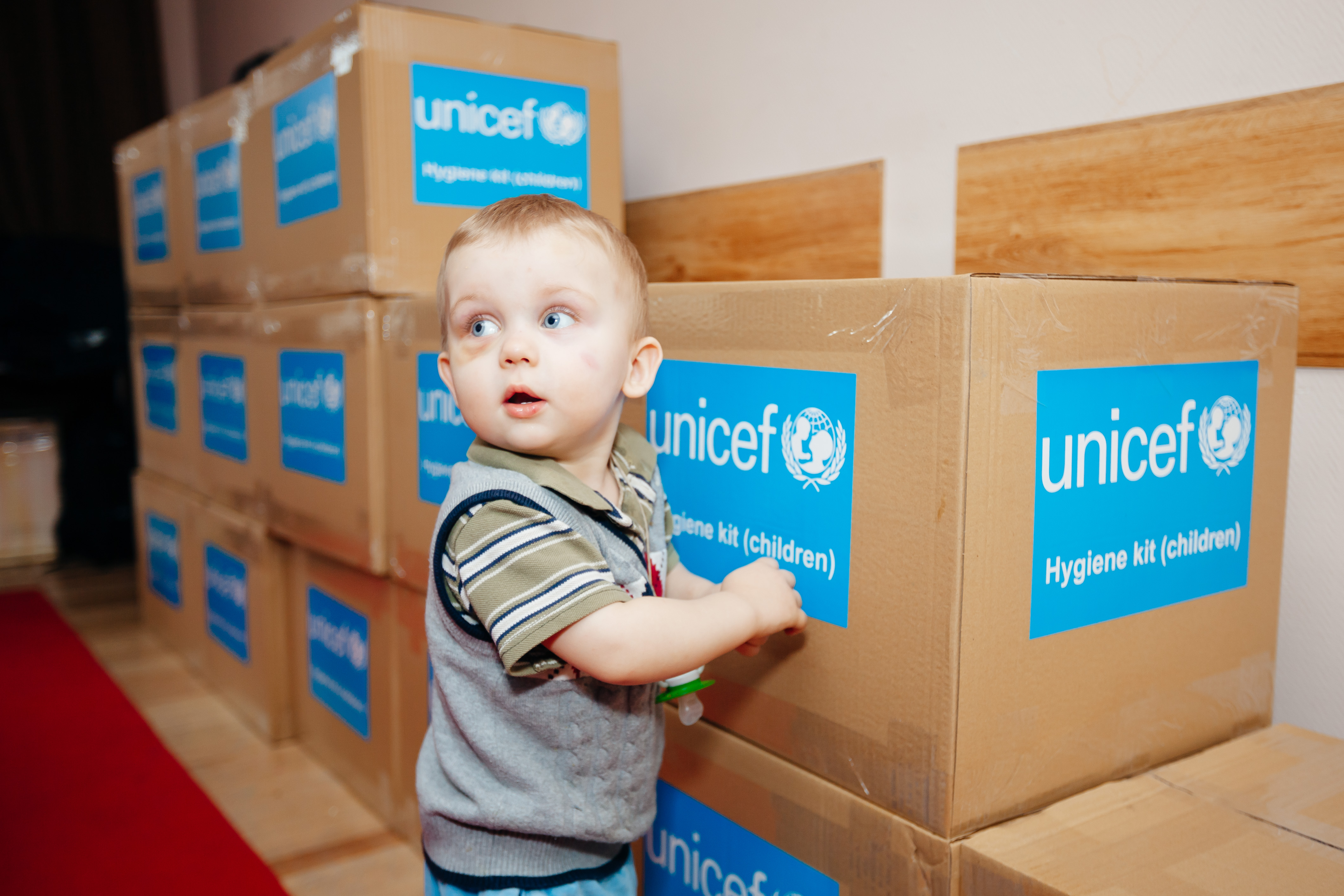
Гуманітарна допомога UNICEF

### ЮНІСЕФ
Дитячий фонд ООН (ЮНІСЕФ) відкрив своє представництво у Києві у 1997 році. Відтоді ми працюємо над покращенням життя дітей та сімей на всій території України.
Протягом останніх років ЮНІСЕФ постійно збільшував масштаби своєї підтримки Уряду України у створенні програм з охорони здоров'я, харчування, освіти та захисту для дітей. ЮНІСЕФ відстоює права дітей на участь та виступає за пріоритетність дій направлених на допомогу найзнедоленішим та дітям та родинам, що опинились у кризових ситуаціях. Визнаючи, що добробут дітей тісно пов'язаний із станом матерів, ЮНІСЕФ також працює заради покращення здоров'я та освіти та захисту прав матерів в Україні.
Представництво ЮНІСЕФ в Україні продовжує реалізацію програми, що відображає прагнення країни досягти Цілей розвитку тисячоліття. Ці цілі включають захист материнства, зменшення дитячої смертності, зупинення поширення ВІЛ/СНІДу й туберкульозу, захист вразливих категорій і сприяння гендерній рівності.
Програми ЮНІСЕФ впроваджуються у Києві, АР Крим, Одесі, Донецьку, Херсоні, Сумах, Рівному, Івано-Франківську, Черкасах, Житомирі, Хмельницькому, Чернігові, Дніпрі, Запоріжжі, Миколаєві.

### ОКГП (UNOCHA)
Забезпечення гуманітарної допомоги вимагає узгоджених дій всіх учасників. Організація Об'єднаних Націй уповноважена виконувати провідну роль у міжвідомчій координації справи надання гуманітарної допомоги в усьому світі. У цьому контексті, після початку кризи в 2014 році  в Україні почав працювати Офіс ООН з координації гуманітарних питань (ОКГП). Наразі співробітники цієї установи працюють у Києві та у місцевих відділеннях в Донецьку, Краматорську, Києві, Луганську, Маріуполі та Сєверодонецьку.
Координатор з гуманітарних питань є провідним партнером уряду в справі координації дій з міжнародним гуманітарним співтовариством. Координатор з гуманітарних питань очолює Національну робочу групу з гуманітарних питань — стратегічний орган, який спрямовує діяльність і підтримує взаємодію з державними та неурядовими партнерами. На додаток до організацій системи ООН, Національна робоча група з гуманітарних питань також опікується заходами, здійснюваними підрозділами Червоного хреста, місцевими і міжнародними НУО.
Гуманітарна допомога UNOCHA координується восьма кластерами, які на сьогодні діють в Україні. Кластери надання притулку, захист, охорона здоров'я і забезпечення харчування, освіта, водопостачання, санітарія і гігієна, первинна реабілітація та надання засобів для існування, партнери з кластеру Продовольча безпека і логістика працюють по всій країні, акцентуючи увагу на ситуації на Сході України, особливо на територіях, близьких до «лінії зіткнення» і непідконтрольних державі. Партнери кластеру спільно здійснюють оцінювання і вживають заходів.
В рамках координації заходів з надання допомоги установи системи ООН доправляють різні гуманітарні вантажі, зокрема продовольчі посилки і непродовольчі товари, покривні матеріали, медикаменти, предмети гігієни і комплекти для потреб освіти, а також забезпечують доступ до безпечної питної води для задоволення потреб людей, які постраждали внаслідок конфлікту. Інша програма щодо невідкладної гуманітарної допомоги передбачає надання сільськогосподарського приладдя для самостійного виробництва продуктів, проведення інформаційно-просвітницької роботи з дітьми щодо наземних мін, правової підтримки, а також вжиття заходів щодо захисту цивільних осіб, вимушених переселенців, жінок, дітей, людей похилого віку і представників меншин.
У лютому 2015 року ООН і уряд розпочали здійснювати План гуманітарного реагування для України − 2015. План орієнтований на надання підтримки 3,2 млн найбільш уразливих людей серед п'яти мільйонів тих, хто, за оцінками, потребує гуманітарної допомоги по всій країні. План закликає міжнародне співтовариство виділити  316 млн дол. США, щоб виконати широкий спектр рятувальних заходів, включаючи забезпечення харчовими продуктами, сільськогосподарським приладдям, постачання предметів побутового призначення, охорону здоров'я, надання психосоціальної допомоги, притулку, теплого одягу і базової освіти. Збір коштів триватиме протягом часу реалізації цього Плану.
У лютому 2016 Гуманітарна група країни разом з урядом України звернулися до донорів щодо фінансування Плану гуманітарного реагування на 2016 рік, який потребує 298 млн доларів США. План представляє стратегію пріоритетів гуманітарного реагування ООН та її партнерів по гуманітарній діяльності, запланованих для України на 2016 рік, відповідно до яких життєво необхідну допомогу мають отримати близько 2,5 млн найбільш вразливих верств населення з 3,1 млн осіб, що постраждалих від конфлікту.

### УНЗ ООН
Україна бере активну участь у діяльності УНЗ ООН, є стороною трьох основних конвенцій з контролю над наркотичними засобами та прекурсорами, імплементує положення Конвенції ООН проти транснаціональної організованої злочинності та Конвенції ООН проти корупції, а також бере участь у діяльності Управління, спрямованій на реалізацію Глобальної антитерористичної стратегії ООН.
Україна є членом Комісії ООН з наркотичних засобів та Комісії ООН з попередження злочинності та кримінального правосуддя. За сприяння УНЗ ООН в Україні було реалізовано низку ініціатив, серед яких значне місце займає допомога в сфері протидії терористичній загрозі. В березні 2008 року під егідою УНЗ ООН в Києві відбувся семінар з проблематики законодавства в сфері універсальних правових механізмів протидії ядерному тероризму. 2009 року в Києві під егідою УНЗ ООН відбувся регіональний семінар для країн ГУАМ з питання протидії ядерному тероризму. У травні 2010 року відбувся регіональний семінар для країн ОЧЕС з протидії морському тероризму.
В жовтні 2008 р. за сприяння УНЗ ООН в Україні було проведено Третю щорічну конференцію Міжнародної асоціації антикорупційних органів (3-6 жовтня ц.р., м. Київ). У 2010 р. в Україні започатковано проєкт УНЗ ООН щодо покращення системи захисту свідків.
Пріоритетними напрямками двостороннього співробітництва є боротьба з нелегальним розповсюдженням наркотиків, запобігання ВІЛ/СНІД-інфекції, реабілітація інфікованих наркозалежних пацієнтів; бороть ба з корупцією, зміцнення кримінального правосуддя. Україна є учасником Конференції сторін Конвенції ООН проти корупції і бере активну участь у Механізмі огляду виконання державами-членами Конвенції ООН проти корупції.
9 листопада 2006 р. в Україні почав діяти офіс Регіонального радника УНЗ ООН з питань ВІЛ/СНІДу. Цю посаду обіймав експерт Управління З.Церетелі. З січня 2008 року на зазначену посаду було призначено громадянина Узбекистану М.Султанова. За сприяння офісу в Україні було здійснено низку ініціатив щодо боротьби з ВІЛ/СНІДом. У лютому 2011 р. Започатковано реалізацію спільного з УНЗ ООН регіонального проєкту «Партнерство щодо ефективного попередження та лікування ВІЛ/СНІДу серед людей групи ризику».
Україна є активним учасником зусиль з виконання Політичної декларації та Плану дій міжнародного співробітництва з вироблення інтегрованої стратегії по боротьбі з світовою проблемою наркотиків. Так, під час 55-ї сесії Комісії з наркотичних засобів делегація України внесла ініціативу щодо започаткування програм, спрямованих на лікування, реабілітацію та соціальну реінтеграцію наркозалежних осіб, які звільняються з місць відбуття покарання. Проєкт резолюції, внесений українською делегацією, був одностайно схвалений Комісією. Співавторами пропозиції України стали держави-члени Європейського Союзу, США, Російської Федерації, Ізраїлю, Буркіна-Фасо, Грузії, Киргизстану, Таїланду, Туркменістану, Філіппін, Кот-д-Івуару, ПАР, Лівану та Нігерії.
21-22 травня 2012 р. Виконавчий директор Управління ООН з наркотиків та злочинності (УНЗ ООН) Юрій Федотов здійснив дводенний візит до України, в ході якого відбулися зустрічі спікером Парламенту України В.Литвиним та іншими високопосадовцями. В ході зустрічей обговорено перспективи подальшого розвитку співробітництва України з УНЗ ООН у сферах контролю за наркотиками, запобігання ВІЛ/СНІД інфекції, лікування та реабілітації наркозалежних, а також зміцнення потенціалу правоохоронних відомств України у сфері кримінального правосуддя.
Ю.Федотов взяв участь у Міжнародній конференції високого рівня «Українське суспільство і наркотики: вибудова нового стратегічного підходу», яка пройшла у Києві за підтримки УНЗ ООН. В ході заходу обговорювався проєкт Національної антинаркотичної стратегії України на період до 2020 р. Виконавчий директор УНЗ ООН наголосив на готовності Управління і надалі співпрацювати з Урядом України з метою реалізації зазначеної стратегії та зміцнення потенціалу правоохоронних органів країни у боротьбі з незаконними наркотиками.